# Pórtico (novela)
Pórtico (título original Gateway, 1977) es una novela de ciencia ficción escrita por Frederik Pohl, la primera de la Saga Heechee, ganadora de los premios Nébula de 1977, Hugo y John W. Campbell Memorial de 1978. La obra es la primera parte de una tetralogía sobre unos misteriosos seres extraterrestres: los heechee.
Cuenta la historia del descubrimiento e inicios de explotación por parte de los humanos de la tecnología alienígena encontrada dentro de una base espacial abandonada dentro de un asteroide (bautizado Pórtico), en particular, naves espaciales pequeñas capaces de transportar a grupos reducidos de humanos a otros lugares del universo.

## Resumen de la trama
En la novela se narran las vivencias de un ex explorador del futuro en el retiro llamado Robinette Broadhead, tal y como éste las rememora durante sus sesiones de psicoanálisis. Su analista es un programa de computadora, el cual fue bautizado Sigfrid por Robinette. En la novela se intercalan fragmentos de lo ocurrido en el pasado, cuando Robinette era prospector en Pórtico, y del "presente", cuando en sus sesiones va sacando a flote sus numerosos traumas a pesar de sí mismo.
Esta novela describe con detalle el espíritu de pioneros que comparten los prospectores (los que se embarcan en los navíos heechee), dado que los tripulantes de los navíos no tienen ninguna seguridad sobre el punto en que llegarán, pues las naves se dirigen con piloto automático a diferentes destinos que no se pueden predecir antes de ir a ellos (la escritura heechee es incomprensible para los humanos), ni de la clase de objetos o peligros que encontrarán una vez llegados.
Debido al alto índice de muertes y desaparecidos en viajes que nunca retornan al Pórtico, las misiones de prospección se efectúan a base de un sistema de recompensas y de regalías, que pueden llegar a ser cuantiosas si se efectúan un descubrimiento importante. Sin embargo se deja bien en claro que ser prospector es un lujo que pocos pueden darse, pues para empezar, para poder serlo se debe poder pagar el viaje espacial al asteroide y los onerosos impuestos por el aire, agua y comida diarios. De tal suerte que los prospectores tienen una fuerte presión para descubrir algo que les permita siquiera quedarse.
La sociedad futura descrita en la novela es en varios sentidos una distopía con ciertos anacronismos, producto de la imagen del futuro que se hacían muchos autores en la época de escritura de esta novela. Por ejemplo, se postula que debido a la sobrepoblación, la tierra cultivable es ya insuficiente para alimentar a la humanidad, y la inmensa mayoría de personas pobres tienen que alimentarse de comida sintética poco apetecible, hecha a partir de esquisto bituminoso. Siendo Estados Unidos y Canadá dos de los principales productores de dicho material en la actualidad, el autor extrapola que Norteamérica sería "el granero" de un mundo al borde del colapso malthusiano (así como el escenario de donde emerge, o más bien escapa el protagonista). Aunque cabe decir que el análisis social no es el tema principal de la obra, el trasfondo trata del agotamiento de la Tierra como causa del empobrecimiento que obliga a los exploradores de recursos a emplearse en misiones arriesgadas que les permitan ganar el dinero necesario para acceder a una tecnología que ofrece a los que pueden pagarla la expectativa de una larga vida. En un mundo de amplias libertades (la multiplicidad de relaciones sexuales y afectivas que se van dando en la sociedad descrita resulta interesante y actual), las desigualdades económicas son muy marcadas y determinan en los individuos conductas extremas. El fuerte sentimiento de culpa que provoca en el protagonista la resolución de esa necesidad imperiosa de salir de la miseria es el elemento desencadenante de la narración.